# Dôme (architecture)
Pour les articles homonymes, voir dôme.

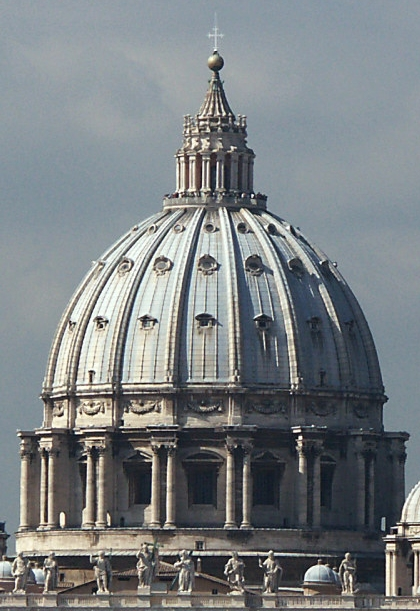
Le dôme de Saint-Pierre de Rome.

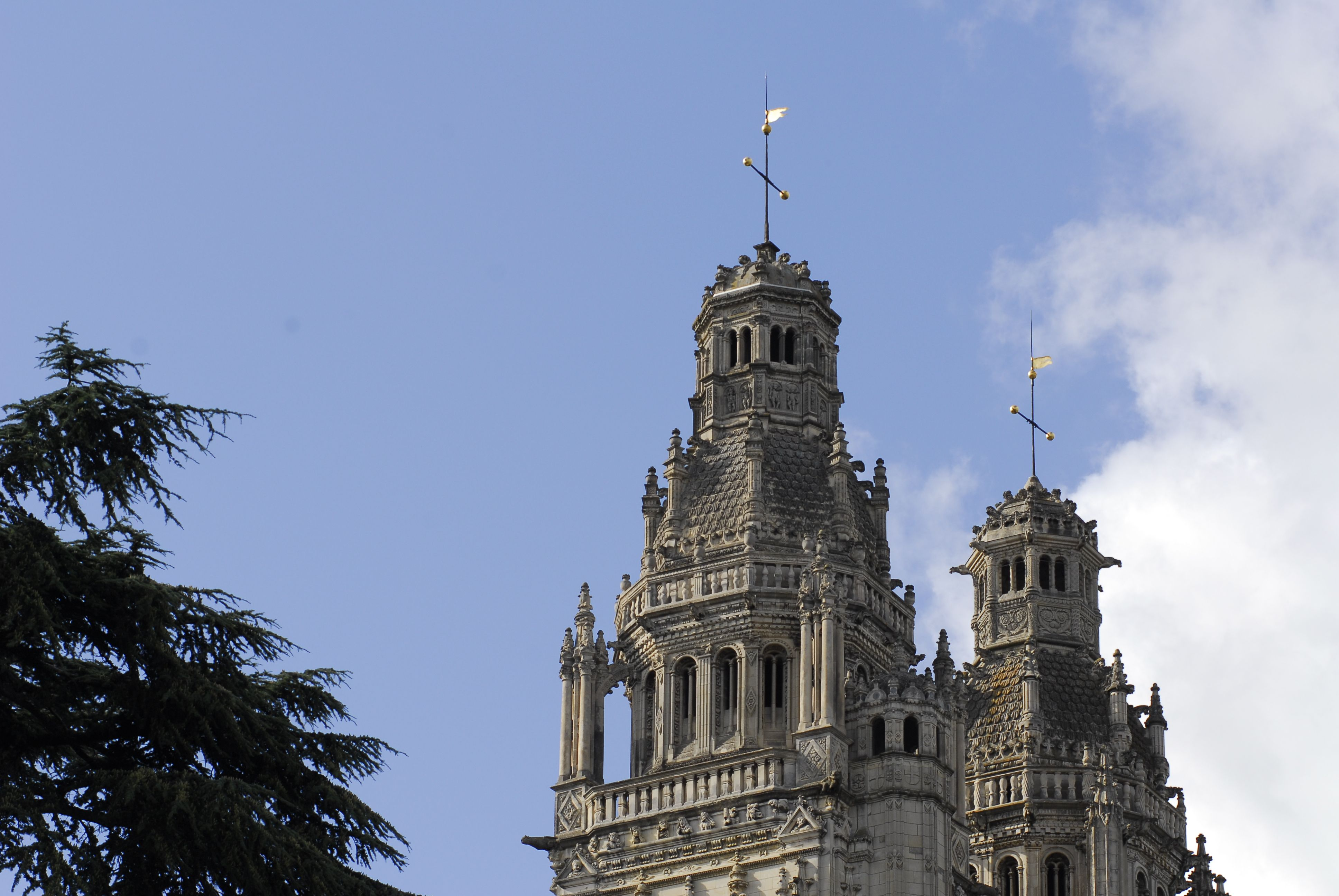
La première tour à dôme construite en France est probablement la tour nord de la cathédrale de Tours, érigée en 1547.

Un dôme (du provençal doma, du latin doma, du grec dôma) est un élément d'architecture qui couvre un édifice de plan circulaire, elliptique ou polygonal. Sa forme est généralement proche d'un hémisphère, mais il existe de nombreuses variations.
Le terme est souvent utilisé comme synonyme de coupole. Mais la coupole désigne plutôt une voûte considérée de l'intérieur, fréquemment sous un dôme qui peut alors être une structure distincte. Un dôme est donc souvent une toiture au-dessus d'une coupole. Le dôme peut aussi être vu comme la surface extérieure d'une coupole lorsqu'il s'agit de la même structure.
Il n'y a pas de lien étymologique entre ce terme et son homonyme, qui désigne une église importante en Italie (duomo en italien et dom en langues gallo-italiques, médiane entre l'italien et le français) et en Allemagne, si ce n'est la parenté au niveau indo-européen entre le grec dôma et le latin domus.

## Histoire
Cette forme architecturale s'est développée avec la civilisation gréco-romaine (voir le Panthéon de Rome). Très utilisé dans l'architecture paléochrétienne, le dôme a perduré au Moyen Âge ; on en trouve par exemple dans l'architecture carolingienne et dans l'architecture romane, bien qu'ils y aient souvent moins d'ampleur, et surtout dans l'architecture byzantine (voir Sainte-Sophie). Elle s'est répandue en Orient où d'autres formes sont apparues, notamment les dômes persans.
Le premier dôme moderne de grande dimension en Occident a été conçu par Filippo Brunelleschi en 1436 (construction du dôme de Santa Maria del Fiore à Florence). Le dôme est redevenu au cours de la Renaissance italienne synonyme d'église à plan centré.
En France, la coupole a été utilisée timidement pendant la Renaissance (voir la chapelle du château d'Anet de Philibert Delorme), les premières églises à dôme datent de Louis XIII (la Sorbonne de Jacques Lemercier, le Val-de-Grâce de François Mansart). Louis XIV tiendra à marquer la présence royale par ses institutions visibles de loin par leur dôme (le collège des Quatre-Nations de Louis Le Vau, l'hôtel des Invalides de Jules Hardouin-Mansart). Sous Louis XV, le Panthéon de Paris est construit par Jacques-Germain Soufflot. Sous Napoléon III, le dôme deviendra un élément de composition urbaine à part entière (le dôme du tribunal de commerce d'Antoine-Nicolas Bailly est désaxé par rapport au bâtiment pour être dans l'axe du boulevard de Sébastopol).
La basilique Notre-Dame-de-la-Paix de Yamoussoukro est surmontée d'un dôme à structure métallique construit par la Société générale d'entreprises de 90 m de diamètre et 60 m de hauteur, pour une hauteur totale du bâtiment de 158 m. Elle dépasse ainsi la basilique Saint-Pierre dont le dôme culmine à 136 m pour un diamètre de 41 m. L'Oratoire Saint-Joseph du Mont-Royal possède un dôme d'une hauteur extérieure de 97 m du sol, 39 m de diamètre à sa base, surmonté d'un lanterneau hexagonal, lui-même surmonté d'une croix de 6,1 m de hauteur. Il a été réalisé selon des plans du moine français Dom Paul Bellot et de l'architecte montréalais Lucien Parent (1937).

## Typologie
- Dôme à pans : édifié sur un plan polygonal ou carré, avec des arêtes fréquemment ornées de motifs en plomb repoussé.
- Dôme surbaissé : dôme dont la surface apparente est inférieure à celle de la demi-sphère.
- Dôme surhaussé : dôme formé de plus d’une demi-sphère et dont les surfaces se prolongent à la base, suivant des lignes courbes ou droites.
- Dôme à tambour : dôme reposant sur un étage cylindrique, le tambour, qui sert généralement à éclairer l'intérieur.
- Dôme ellipsoïdal : un exemple est celui du sanctuaire de Vicoforte en Piémont ; ses dimensions de 37,15 m sur 24,90 m en font le plus grand d'Italie.
- Dôme en bulbe : dôme en forme de bulbe, comme celui qui surplombe les églises orthodoxes ou les églises de Bavière et des Alpes autrichiennes.
- Dôme conique : dôme en forme de cône, comme celui qui surplombe les églises de Géorgie et Arménie.
- Dôme à nervures : dôme dont le support structurel est assuré par des côtes courbes, ou nervures, évoquant ainsi la forme d'un melon (dôme de la Basilique Saint-Pierre).
- Dôme double ou triple : dispositif formé de dômes superposés. Les dômes doubles, voire triples, sont fréquents lorsque l'ensemble s'élève très en hauteur au-dessus de la ligne du toit du bâtiment, et que sa sous-face, souvent richement ornée, doit être bien visible de l'intérieur, ou pour créer deux niveaux scénographiques avec des éclairages différenciés (dômes des Invalides de Paris et du capitole de Washington DC par exemple).
- Dôme à l'impériale : à base carrée, répandu dans l'ancien Empire germanique : cf. clocher comtois.

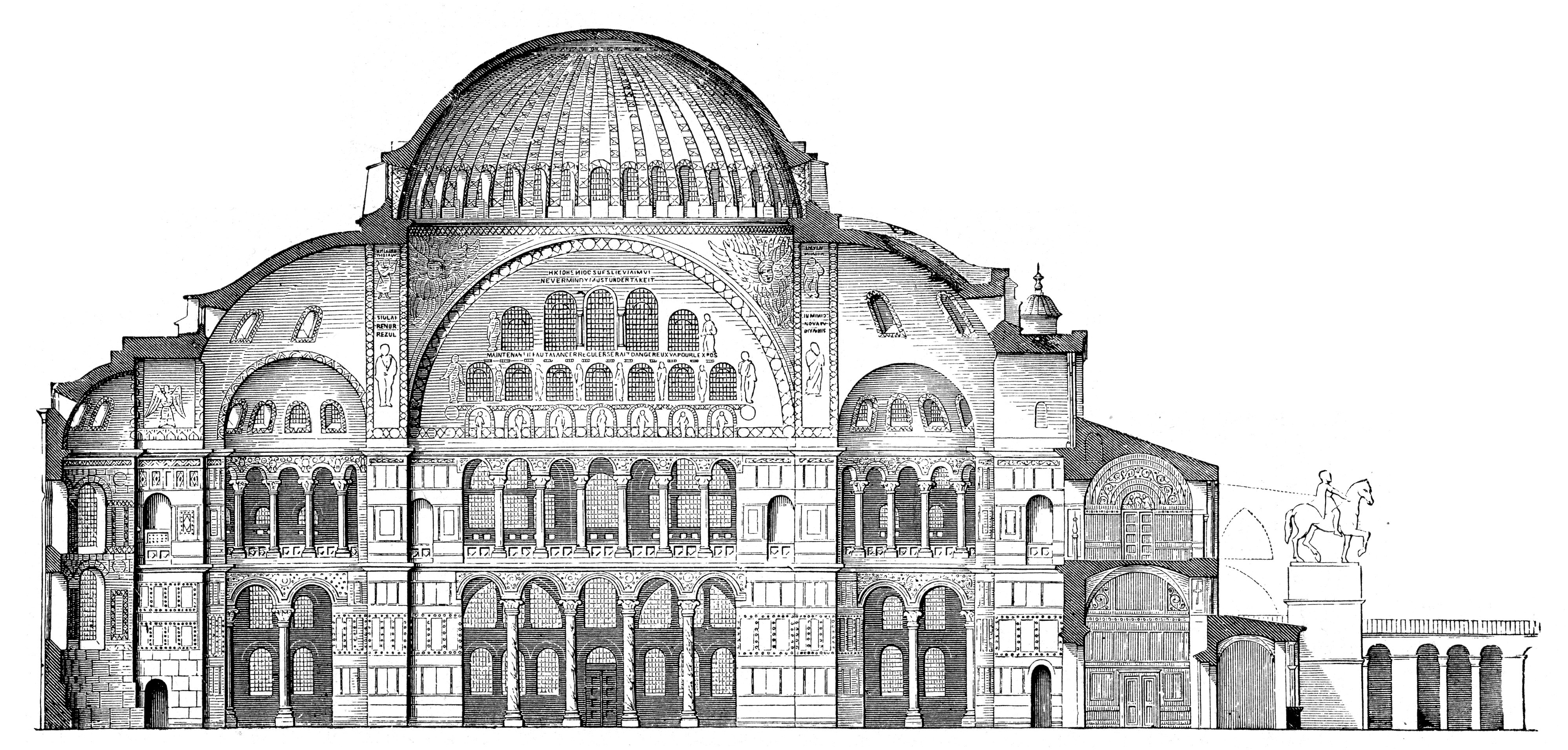
Plan en coupe du dôme surbaissé de la basilique Sainte-Sophie de Constantinople, VIe siècle, le modèle de l'architecture byzantine.
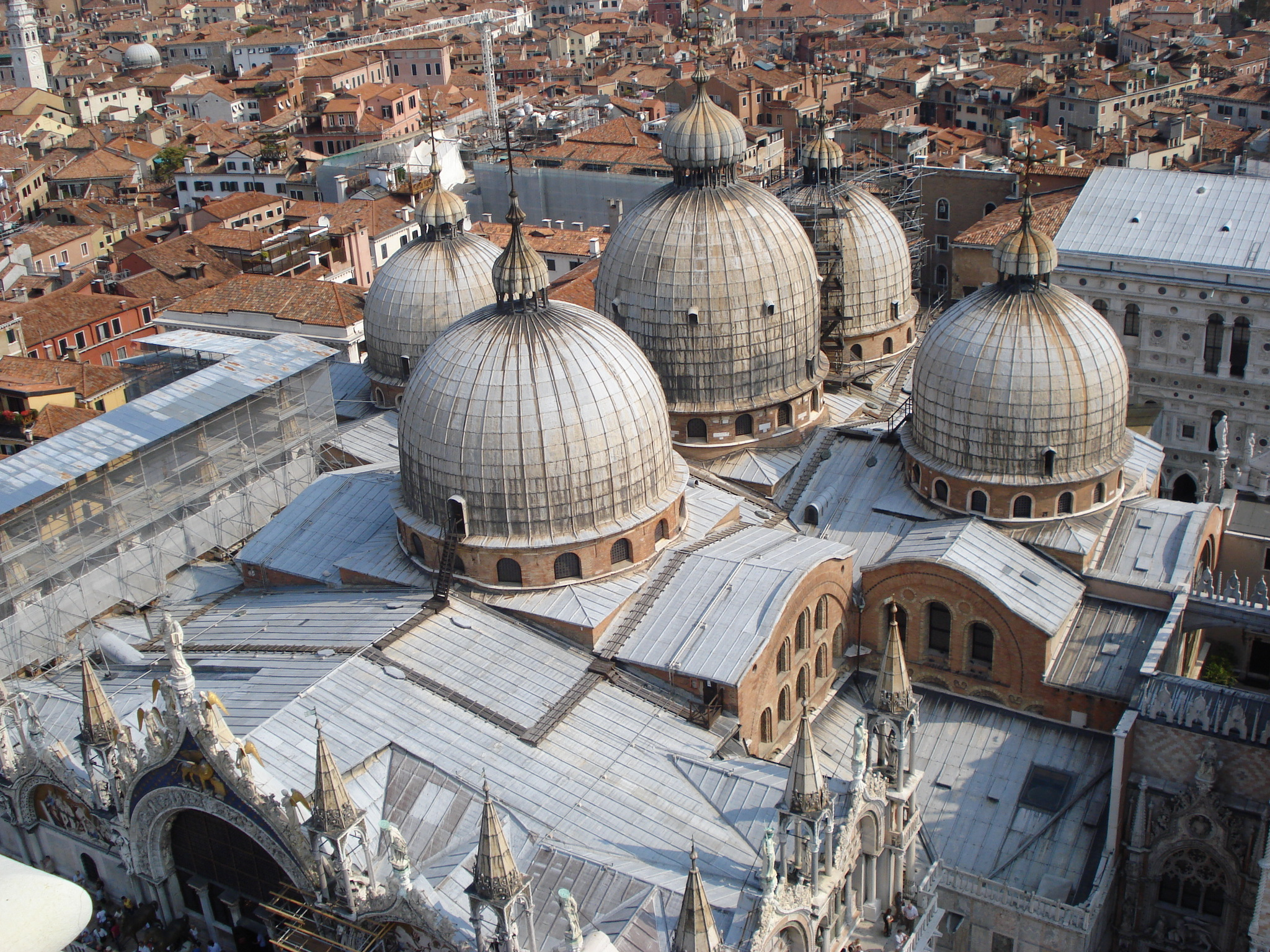
Les cinq dômes surhaussés de la basilique Saint-Marc de Venise, inspirés de l'église des Saints-Apôtres de Constantinople
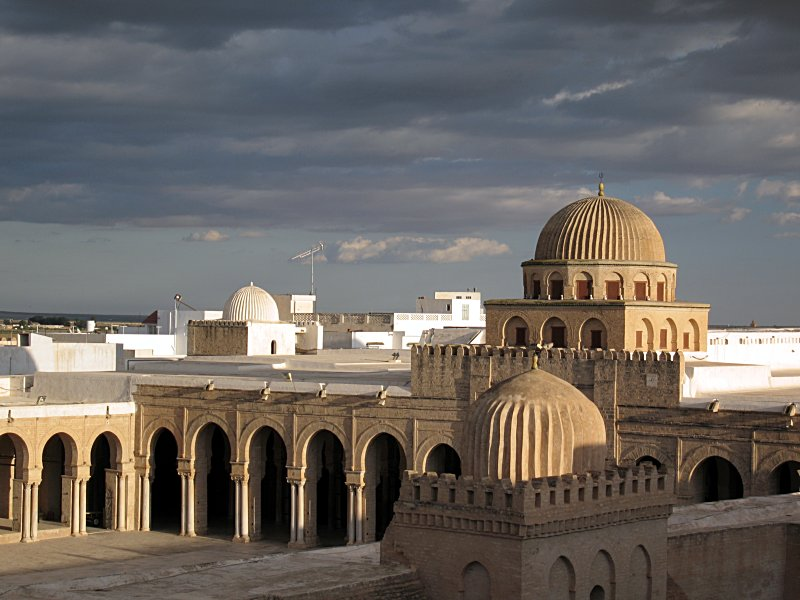
Dômes côtelés de la grande mosquée de Kairouan, Tunisie.
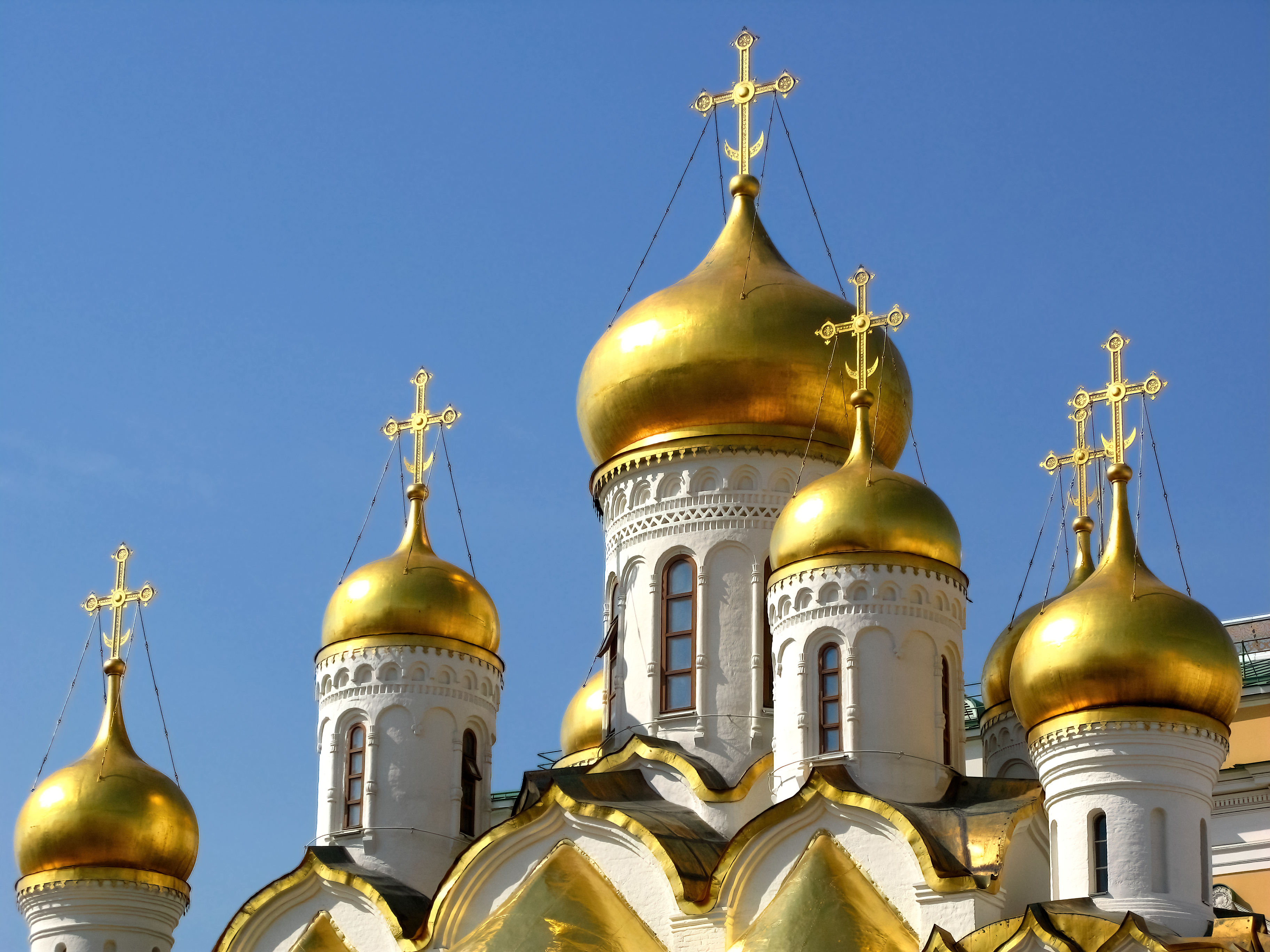
Dômes en bulbe de la cathédrale de l'Annonciation de Moscou, Russie.
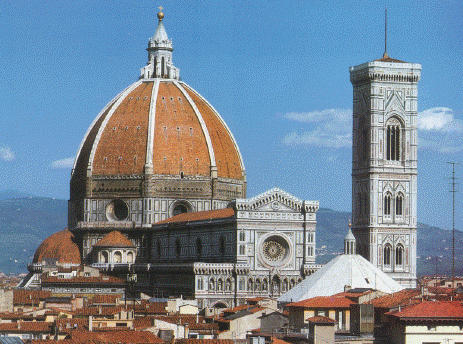
L'énorme dôme à pans de Santa Maria del Fiore à Florence, d'inspiration encore gothique mais symbole de la Renaissance italienne.
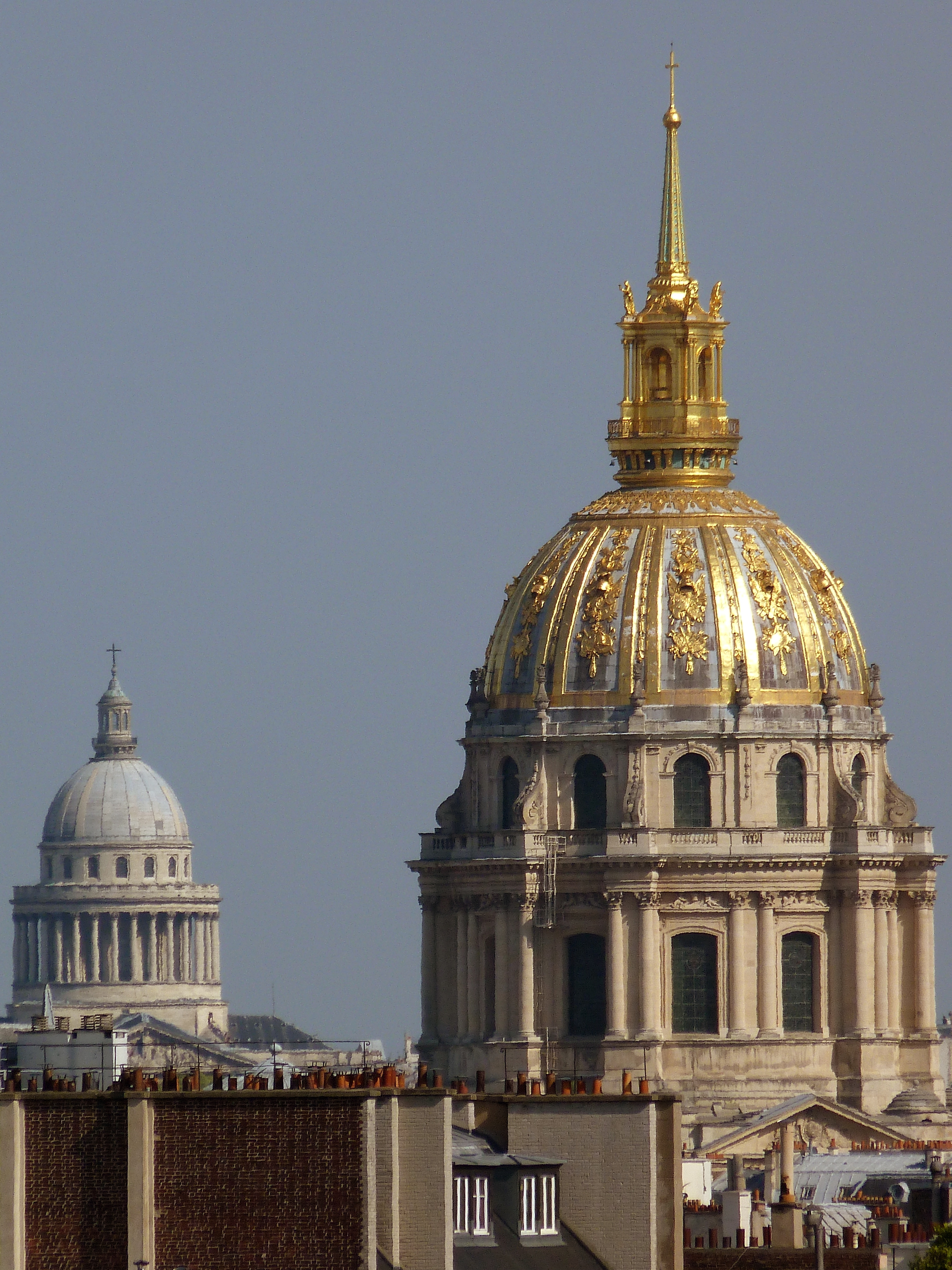
Les deux principaux dômes de Paris : les Invalides et, en arrière, le Panthéon.
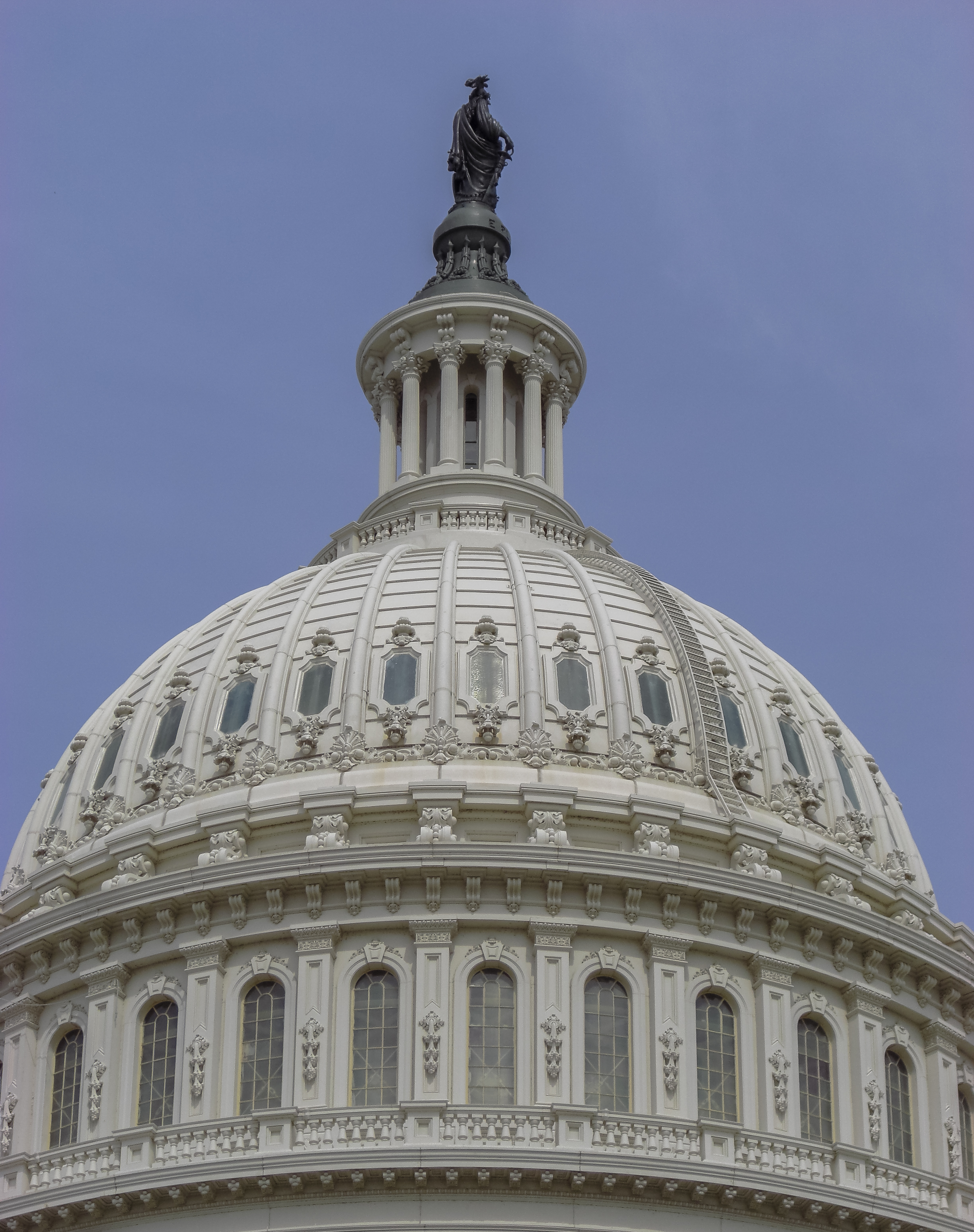
Dôme du capitole de Washington DC.
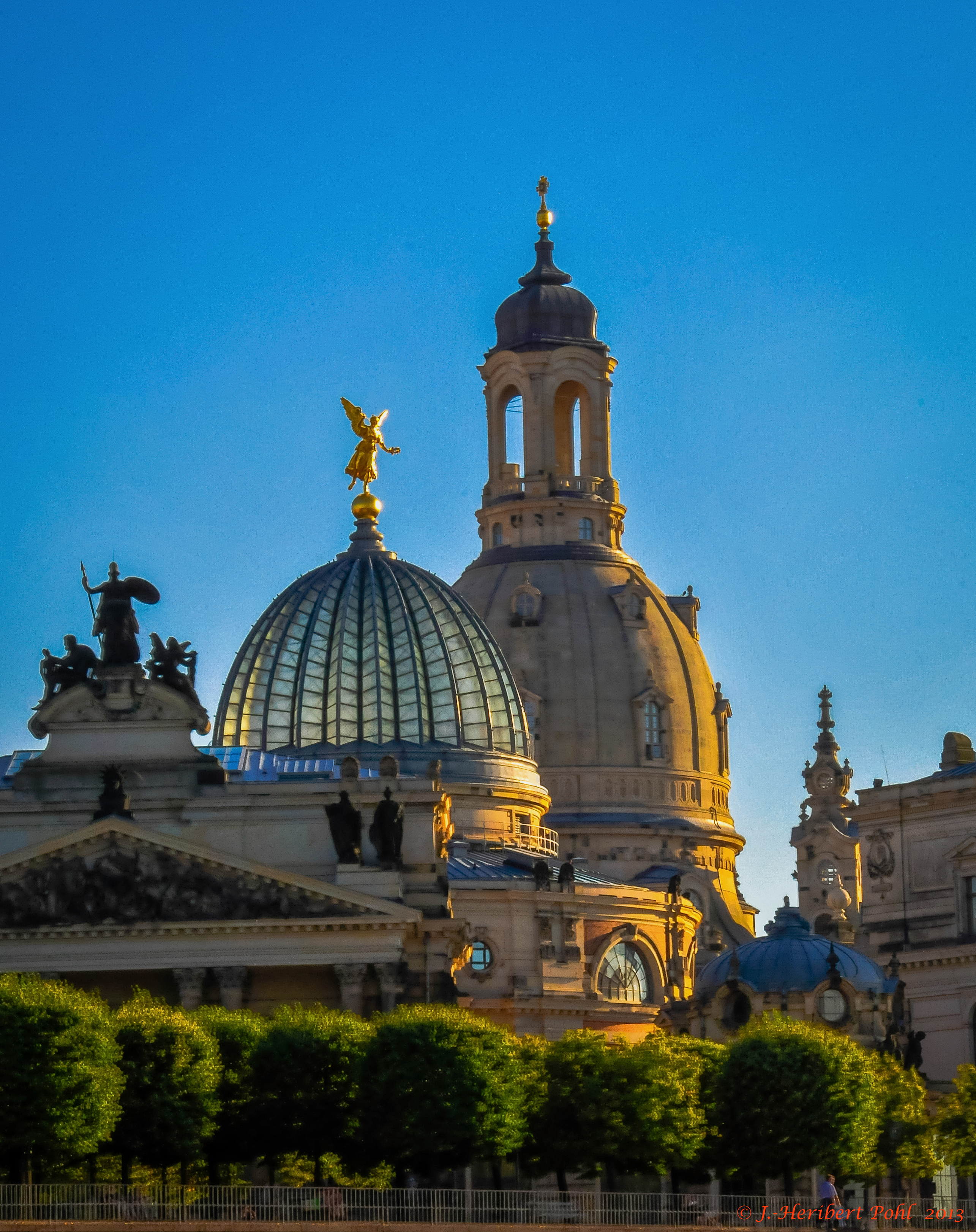
Les dômes de l'École supérieure des beaux-arts et de la Frauenkirche, Dresde.
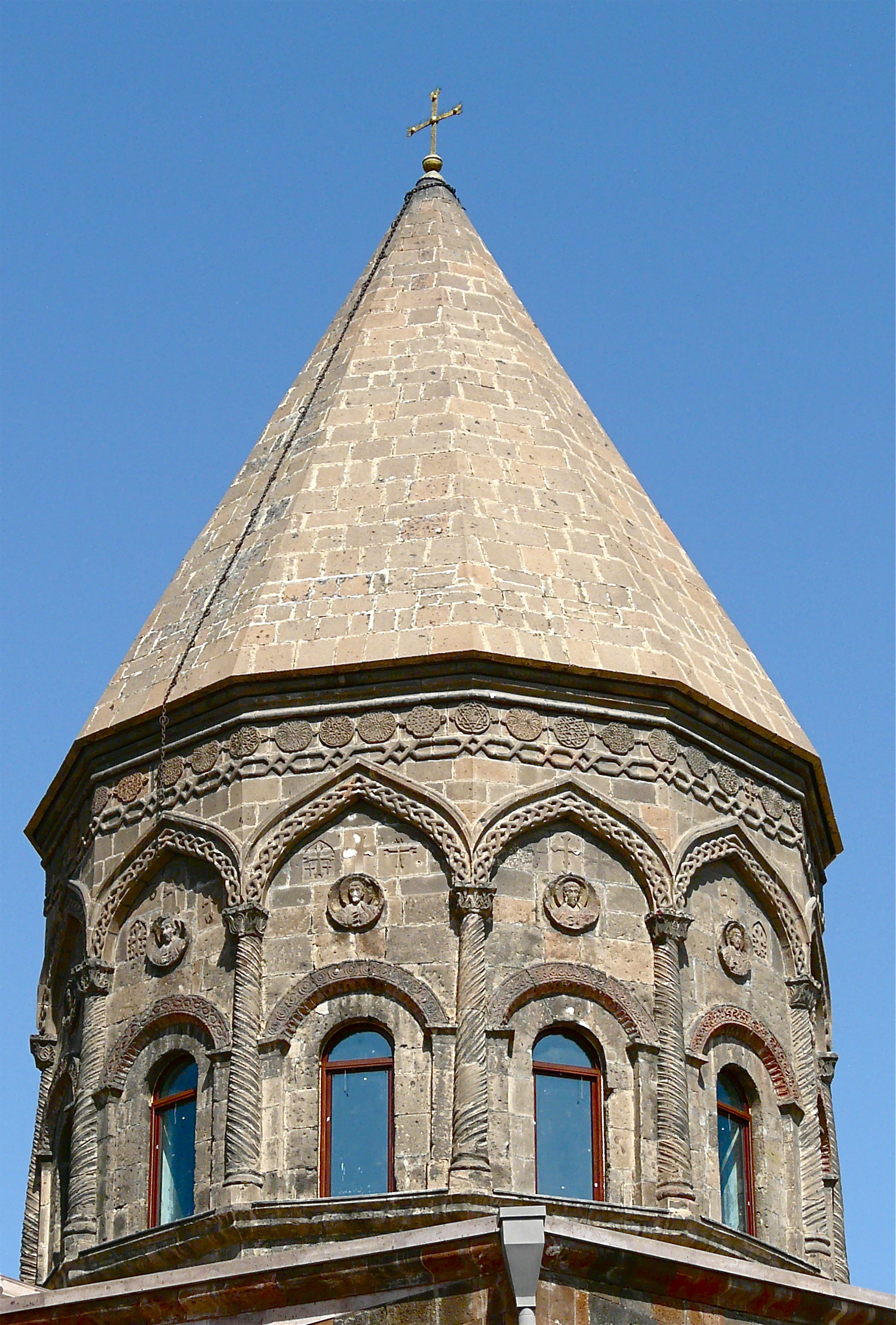
Dôme conique de la cathédrale Sainte-Etchmiadzin, Arménie.
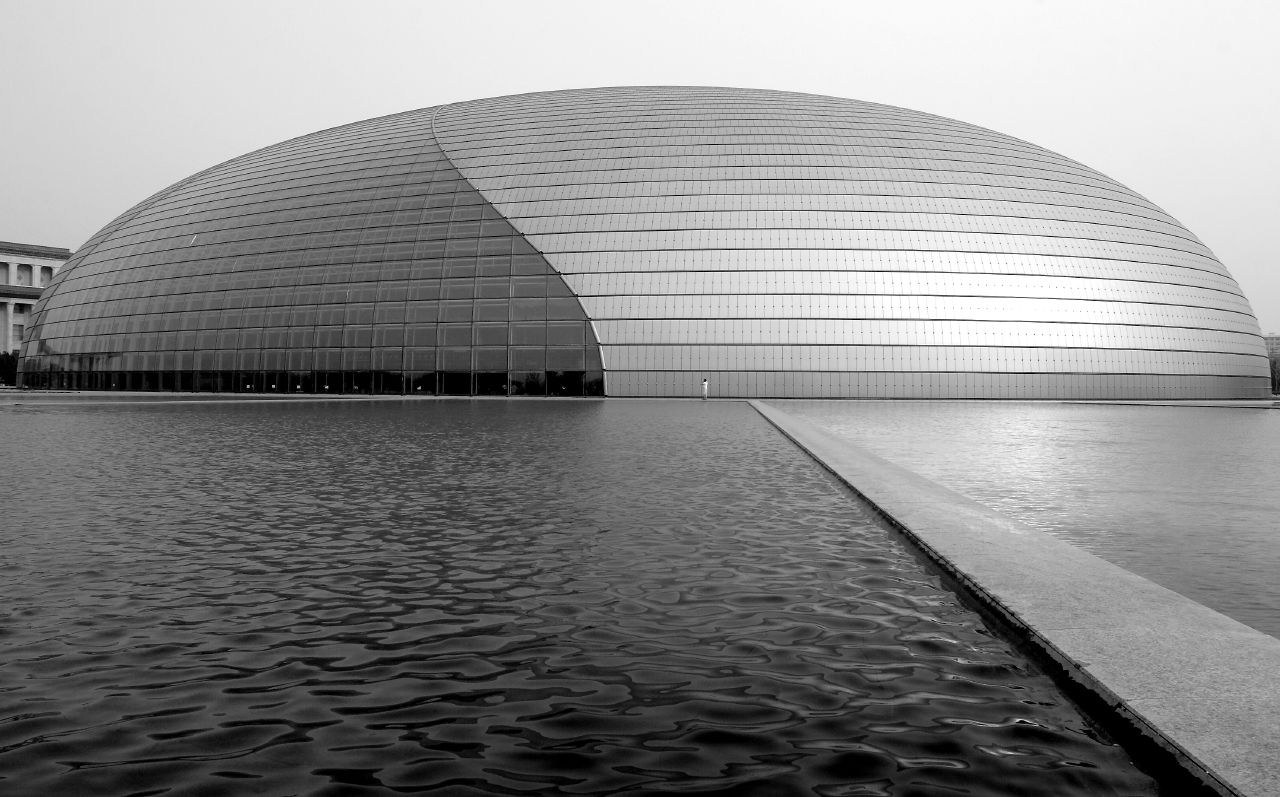
Dôme ellipsoïdal en titane et verre du centre national des Arts du spectacle de Pékin, Chine.
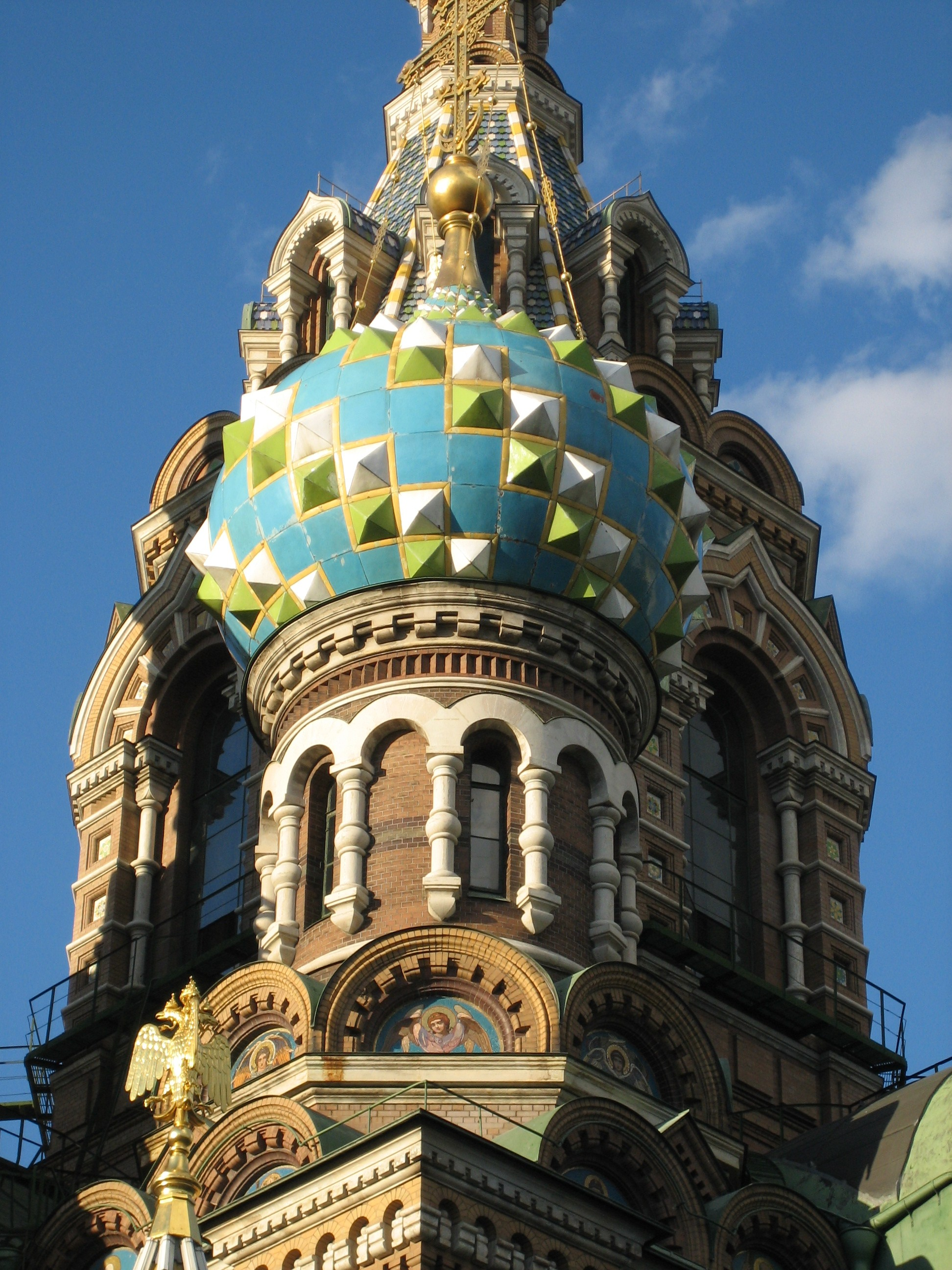
Dôme de la Cathédrale du Saint Sauveur sur le Sang Versé à Saint-Pétersbourg
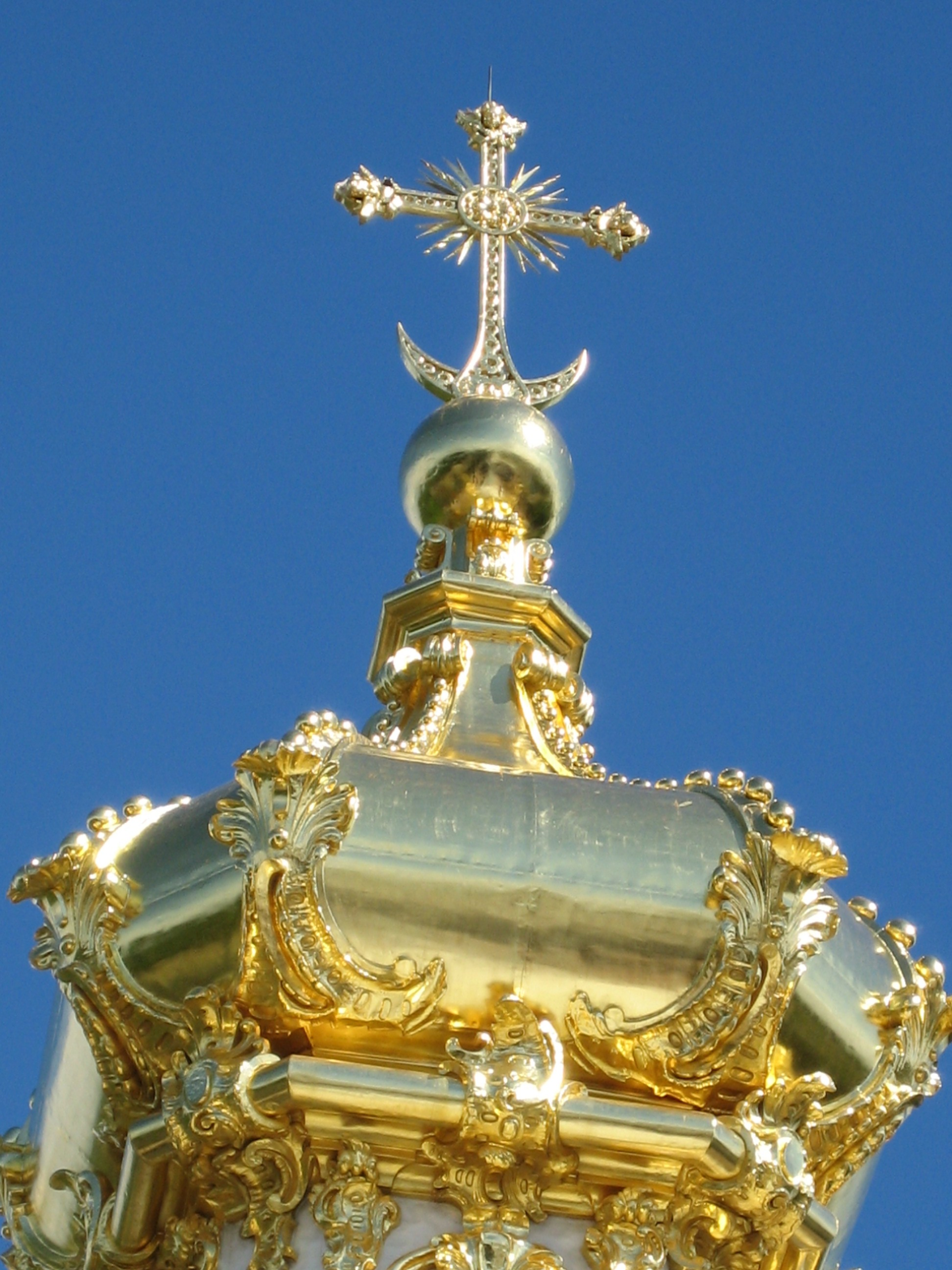
Dôme du palais impérial de Peterhof à Saint-Pétersbourg
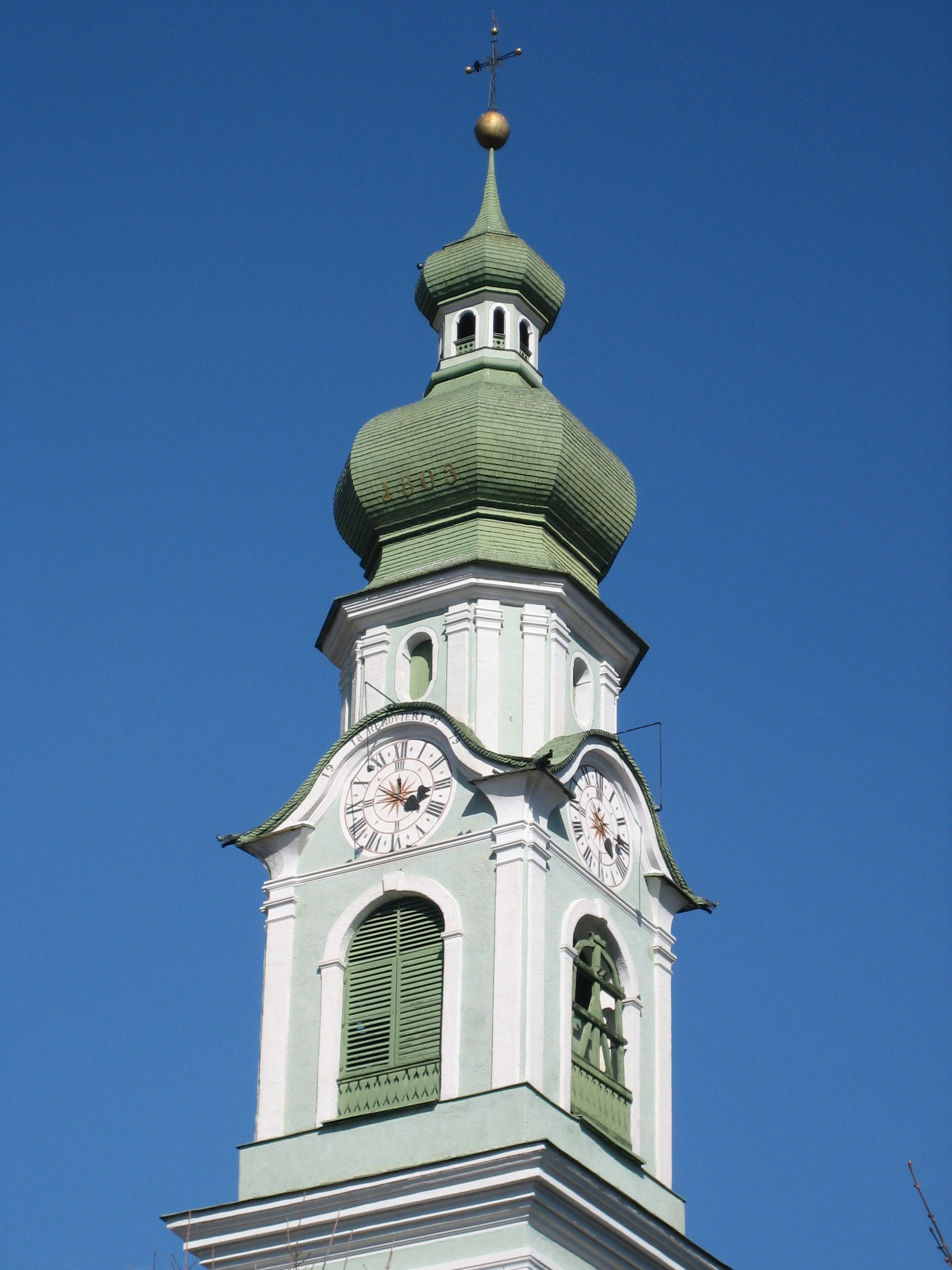
Dôme de la cathédrale de Dobbiaco, Südtirol (Italie)
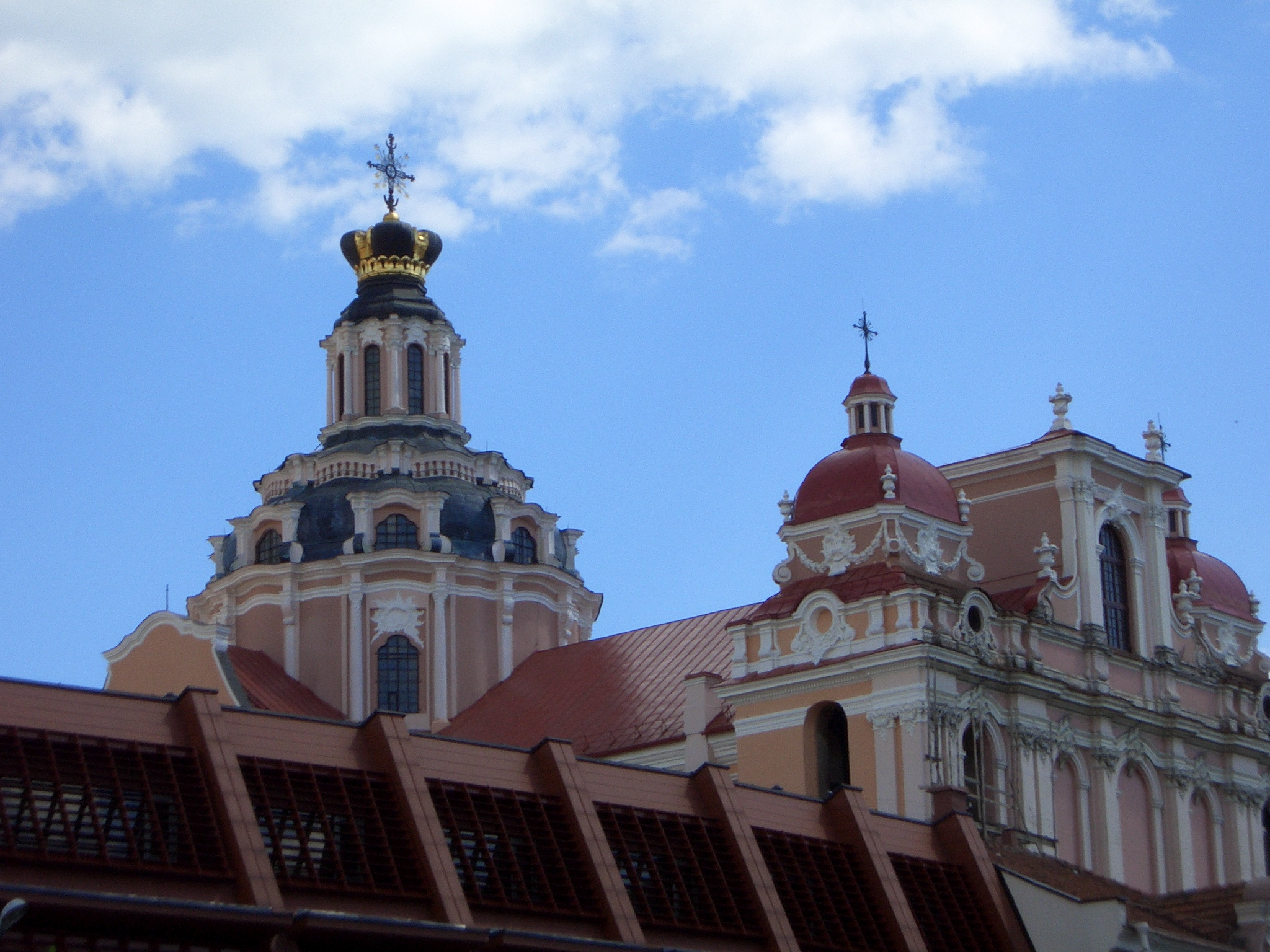
Dôme de l'Église Saint-Casimir de Vilnius, Lituanie
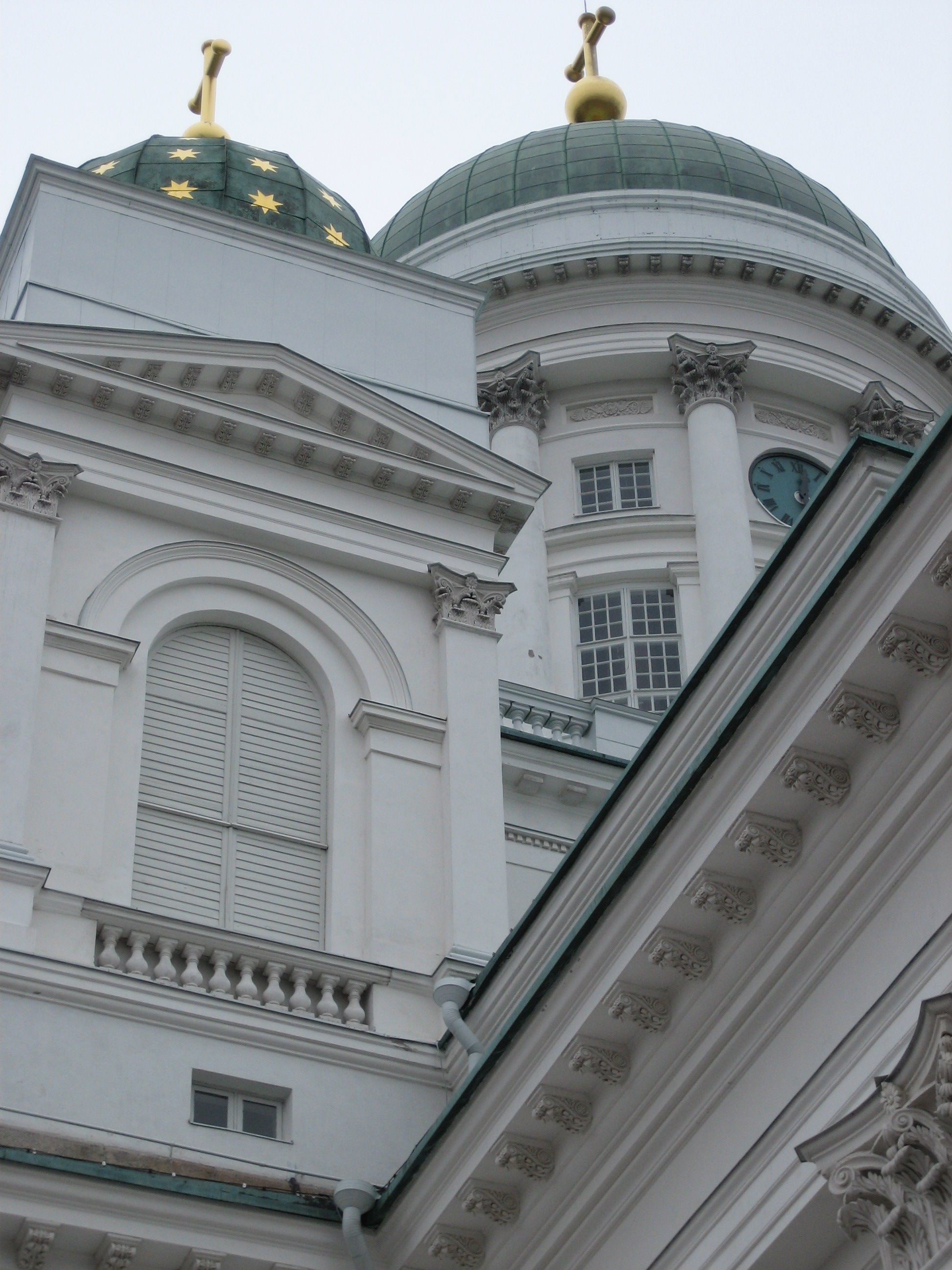
Dôme de la cathédrale d'Helsinki, Finlande
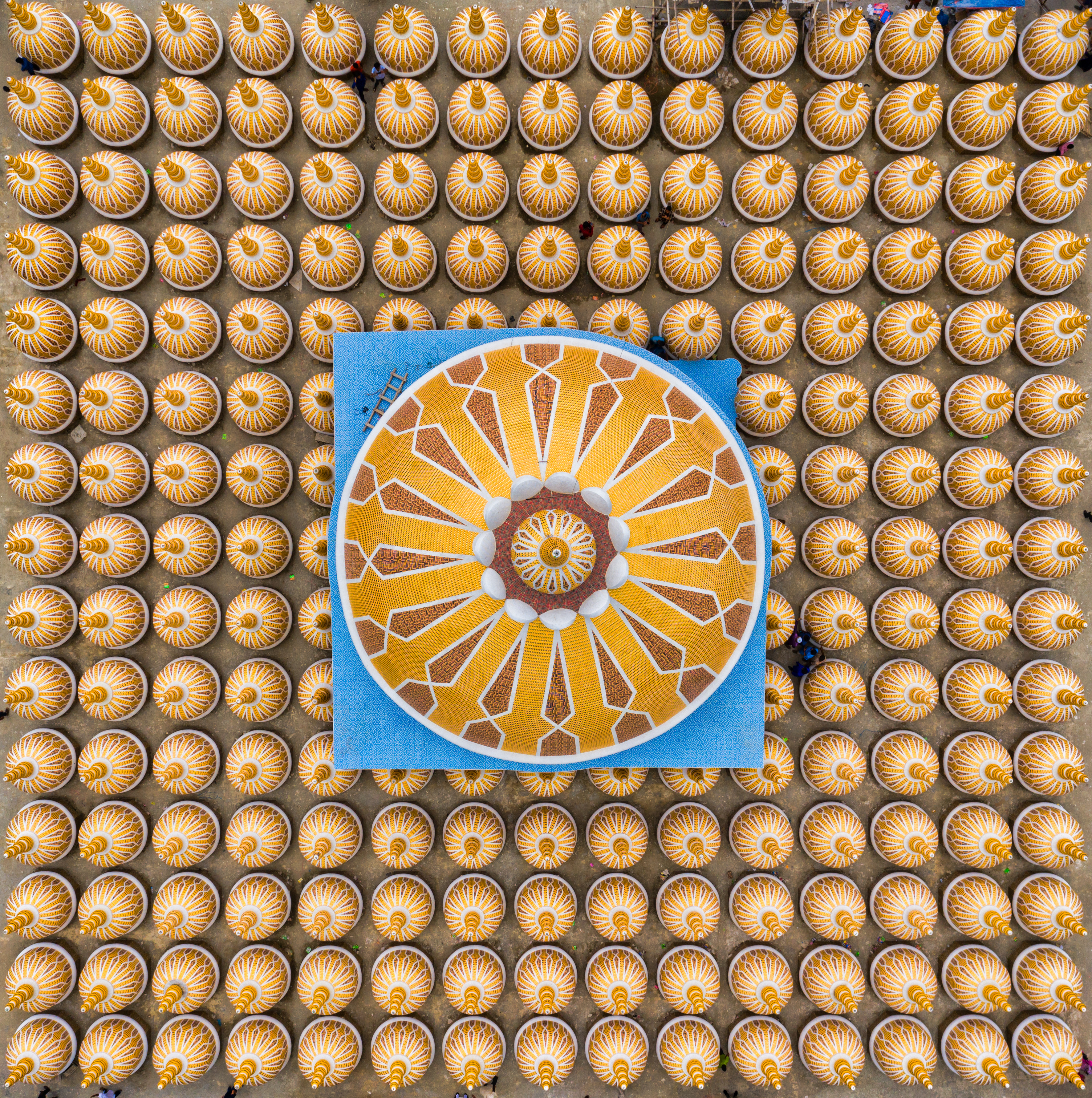
Vue aérienne de la mosquée aux 201 dômes au Bangladesh.

## Architecture contemporaine
De nombreuses constructions modernes de par le monde, tels les stades, salles de spectacles ou entrepôts, sont recouvertes d'un dôme.
Exemples :
- dôme de Marseille
- dôme de Nagoya
- superdôme de la Nouvelle-Orléans
- dôme d'Osaka
- Millennium Dome à Londres